# Remo nos Jogos Olímpicos de Verão de 2012 - Oito com masculino

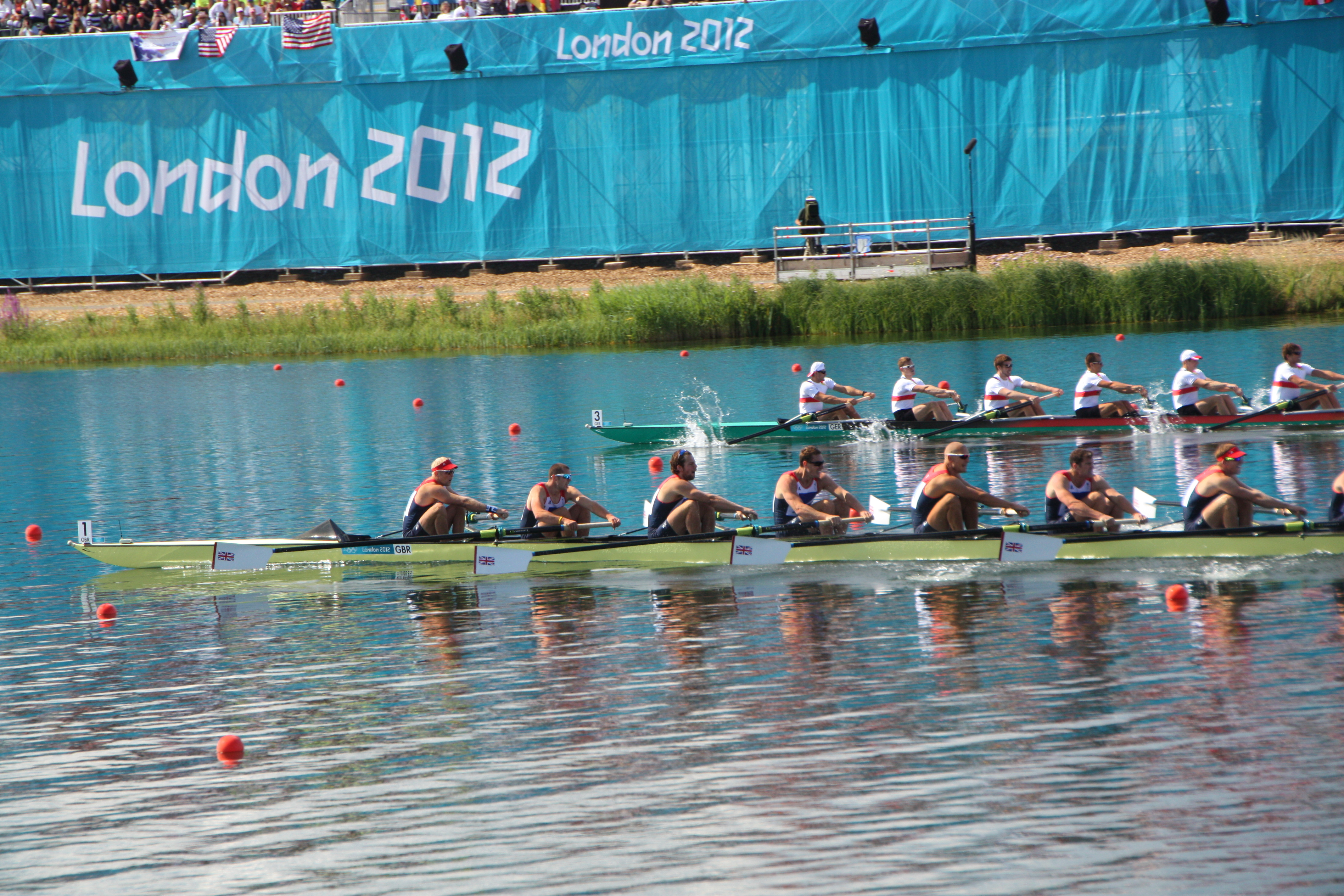
Equipes da Alemanha (alto) e Grã-Bretanha, medalhas de ouro e bronze, respectivamente.

As competições de remo nos Jogos Olímpicos de Verão de 2012 na modalidade oito com timoneiro masculino foram disputadas entre os dias 28 de julho e 1 de agosto no Lago Dorney em Londres.

## Medalhistas
|  | GER Alemanha |  | CAN Canadá |  | GBR Grã-Bretanha |
|  | Filip Adamski Andreas Kuffner Eric Johannesen Maximilian Reinelt Richard Schmidt Lukas Müller Florian Mennigen Kristof Wilke Martin Sauer (timoneiro) |  | Gabriel Bergen Douglas Csima Robert Gibson Conlin McCabe Malcolm Howard Andrew Byrnes Jeremiah Brown Will Crothers Brian Price (timoneiro) |  | Alex Partridge James Foad Tom Ransley Richard Egington Mohamed Sbihi Greg Searle Matthew Langridge Constantine Louloudis Phelan Hill (timoneiro) |

## Resultados
- Regras de qualificação: 1->F, 2..->R

### Eliminatórias

#### Eliminatória 1
| Pos. | Atletas                                                                                    | Equipe             | Tempo   | Notas |
| ---- | ------------------------------------------------------------------------------------------ | ------------------ | ------- | ----- |
| 1    | Banks, G James, R James, Miller, Lanzone, Kasprzyk, Cornelius, Newlin, Vlahos              | USA Estados Unidos | 5:30.72 | Q     |
| 2    | Loch, Hegerty, McKenzie-McHarg, Coudraye, Swann, Booth, Ryan, Purnell, Lister              | AUS Austrália      | 5:32.43 | R     |
| 3    | Brzezinski, Juszczak, Burda, Hojka, Schodowski, Szpakowski, Aranowski, Hejmej, Trojanowski | POL Polônia        | 5:35.64 | R     |
| 4    | Kholyaznykov, Grebennykov, Tymko, Moroz, Pryveda, Kletskoy, Lykov, Chykanov, Konovaliuk    | UKR Ucrânia        | 5:38.02 | R     |

#### Eliminatória 2
| Pos. | Atletas                                                                          | Equipe            | Tempo   | Notas |
| ---- | -------------------------------------------------------------------------------- | ----------------- | ------- | ----- |
| 1    | Adamski, Kuffner, Johannesen, Reinelt, Schmidt, Müller, Mennigen, Wilke, Sauer   | GER Alemanha      | 5:25.52 | Q     |
| 2    | Partridge, Foad, Ransley, Egington, Sbihi, Searle, Langridge, Louloudis, Hill    | GBR Grã-Bretanha  | 5:27.61 | R     |
| 3    | Hamburger, Simon, Blink, Vellenga, Braas, Klaassen, Siegelaar, Steenman, Wiersum | NED Países Baixos | 5:28.99 | R     |
| 4    | Bergen, Csima, Gibson, McCabe, Howard, Byrnes, Brown, Crothers, Price            | CAN Canadá        | 5:37.91 | R     |

### Repescagem
| Pos. | Atletas                                                                                    | Equipe            | Tempo   | Notas |
| ---- | ------------------------------------------------------------------------------------------ | ----------------- | ------- | ----- |
| 1    | Partridge, Foad, Ransley, Egington, Sbihi, Searle, Langridge, Louloudis, Hill              | GBR Grã-Bretanha  | 5:26.85 | Q     |
| 2    | Bergen, Csima, Gibson, McCabe, Howard, Byrnes, Brown, Crothers, Price                      | CAN Canadá        | 5:27.41 | Q     |
| 3    | Hamburger, Simon, Blink, Vellenga, Braas, Klaassen, Siegelaar, Steenman, Wiersum           | NED Países Baixos | 5:27.98 | Q     |
| 4    | Loch, Hegerty, McKenzie-McHarg, Coudraye, Swann, Booth, Ryan, Purnell, Lister              | AUS Austrália     | 5:28.67 | Q     |
| 5    | Brzezinski, Juszczak, Burda, Hojka, Schodowski, Szpakowski, Aranowski, Hejmej, Trojanowski | POL Polônia       | 5:30.34 |       |
| 6    | Kholyaznykov, Grebennykov, Tymko, Moroz, Pryveda, Kletskoy, Lykov, Chykanov, Konovaliuk    | UKR Ucrânia       | 5:42.19 |       |

### Finais

#### Final B
| Pos | Atletas                                                                                    | Equipe      | Tempo   | Notas |
| --- | ------------------------------------------------------------------------------------------ | ----------- | ------- | ----- |
| 1   | Brzezinski, Juszczak, Burda, Hojka, Schodowski, Szpakowski, Aranowski, Hejmej, Trojanowski | POL Polônia | 5:57.67 |       |
| 2   | Kholyaznykov, Grebennykov, Tymko, Moroz, Pryveda, Kletskoy, Lykov, Chykanov, Konovaliuk    | UKR Ucrânia | 6:07.33 |       |

#### Final A
| Pos               | Atletas                                                                          | Equipe             | Tempo   | Notas |
| ----------------- | -------------------------------------------------------------------------------- | ------------------ | ------- | ----- |
| Medalha de ouro   | Adamski, Kuffner, Johannesen, Reinelt, Schmidt, Müller, Mennigen, Wilke, Sauer   | GER Alemanha       | 5:48.75 |       |
| Medalha de prata  | Bergen, Csima, Gibson, McCabe, Howard, Byrnes, Brown, Crothers, Price            | CAN Canadá         | 5:49.98 |       |
| Medalha de bronze | Partridge, Foad, Ransley, Egington, Sbihi, Searle, Langridge, Louloudis, Hill    | GBR Grã-Bretanha   | 5:51.18 |       |
| 4                 | Banks, G James, R James, Miller, Lanzone, Kasprzyk, Cornelius, Newlin, Vlahos    | USA Estados Unidos | 5:51.48 |       |
| 5                 | Hamburger, Simon, Blink, Vellenga, Braas, Klaassen, Siegelaar, Steenman, Wiersum | NED Países Baixos  | 5:51.72 |       |
| 6                 | Loch, Hegerty, McKenzie-McHarg, Coudraye, Swann, Booth, Ryan, Purnell, Lister    | AUS Austrália      | 5:51.87 |       |

Legenda
| Recorde mundial      | Recorde mundial (World record)               |                       | Recorde africano                      | Recorde africano (African) |                                           | Q | Classificado por posição (Qualified) |
| Recorde olímpico     | Recorde olímpico (Olympic record)            | Recorde da América    | Recorde da América (Americas)         | q                          | Classificado por melhor tempo (Qualified) |   |                                      |
| Melhor marca do ano  | Melhor marca do ano (World leading)          | Recorde asiático      | Recorde asiático (Asian)              | DNS                        | Não largou (Did not start)                |   |                                      |
| Recorde nacional     | Recorde nacional (National record)           | Recorde europeu       | Recorde europeu (European)            | DNF                        | Não terminou (Did not finish)             |   |                                      |
| Recorde pessoal      | Recorde pessoal do atleta (Personal best)    | Recorde da Oceania    | Recorde da Oceania (Oceania)          | DSQ / DQ                   | Desclassificado (Disqualified)            |   |                                      |
| Recorde da temporada | Recorde da temporada do atleta (Season best) | Recorde sul-americano | Recorde sul-americano (South America) | NM                         | Sem marca (No mark)                       |   |                                      |

### Remo
| S | Classificado(a) para as semifinais |    |                        | FA | Final A (disputa de medalhas) |  |  | FD | Final D (sem medalhas) |
| Q | Classificado(a) para as quartas    | FB | Final B (sem medalhas) | FE | Final E (sem medalhas)        |  |  |    |                        |
| R | Classificado(a) para a repescagem  | FC | Final C (sem medalhas) | FF | Final F (sem medalhas)        |  |  |    |                        |